# مصاحبه (فیلم ۲۰۰۳)
مصاحبه (انگلیسی: Interview) فیلمی به کارگردانی تئودور ون گوگ است که در سال ۲۰۰۳ منتشر شد.